# Ashoro
Ashoro (japanska: 足寄町?, Ashoro-chō) är en landskommun (köping) i Hokkaido prefektur i Japan. 
I kommunen ligger sjön Onnetō som är en del av Akan-Mashū nationalpark.